# Jean-Sylvain Bieth
Pour les articles homonymes, voir Bieth.
 (mars 2018).
Si vous disposez d'ouvrages ou d'articles de référence ou si vous connaissez des sites web de qualité traitant du thème abordé ici, merci de compléter l'article en donnant les références utiles à sa vérifiabilité et en les liant à la section « Notes et références ».

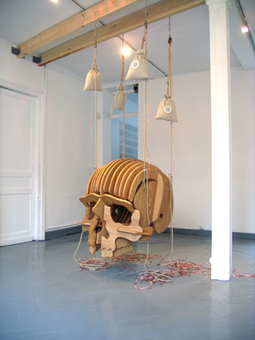
DEUSEXMACHINA - LangAndLaughton - 2006

Jean-Sylvain Bieth, BIETH né le 2 juin 1955 à Cambrai (Nord) est un plasticien français. Il vit et travaille dans le nord de la France.
Depuis 1980, Jean-Sylvain Bieth développe une réflexion sur la responsabilité de l’homme, tant dans le champ de l’art, que dans le champ politique et éthique. Ses œuvres utilisent de nombreux matériaux — poussière d’argile, plomb, verre pilé, poudre d’ébène, etc. — qui sont mis en forme de façon à provoquer chez le spectateur un réel « choc » physique. Si les premières œuvres — Die Langeweile, Förster, par exemple — sont fortement teintées de la philosophie de Friedrich Nietzsche et d’Arthur Schopenhauer, depuis quelques années, cette influence a laissé la place à une réflexion plus large, non dénuée d’un pessimisme fondamental, qui exhorte le spectateur à une expérience individuelle de l’œuvre dans le contexte d’une conscience historique.
Le matériau utilisé est crucial dans l’œuvre de Jean-Sylvain Bieth et est mis en forme de façon à provoquer une expérience qui prend en compte tous les sens. C’est la raison pour laquelle Jean-Sylvain Bieth utilise toujours les matériaux réels — essence, lessive, amiante, ether, alcool, chocolat, argent, etc., de manière à introduire une réalité plus prégnante dans les installations qu’il met en place. De la même manière, lorsqu’il utilise des composantes plus « classiques », telles la peinture, la mine de plomb ou l’aquarelle il les envisage comme matériaux. Les livres utilisés pour les grandes installations que sont Phœnix, My Kingdom For A Horse ou encore La Parole Donnée entrent dans la même catégorie.
Ses dernières œuvres englobées sous le titre générique GedankenExperiment —expérience de la pensée— ne font que confirmer la ligne de conduite que s’est imposée Jean-Sylvain Bieth depuis plus de vingt ans.

## Expositions
Expositions personnelles.
1982.   Museum van Hedendaagse Kunst. Gent.
1988.  	Grundlos. Galerie Charles Cartwright. Paris.
1989.  	Der Teufel ist los. La Verrière. Valenciennes. — Il faut en finir. Centre d’Art Contemporain. Les Arques.
1990.	Sonofawitch. Richard Demarco Gallery. Edinburgh.
1991. 	Stille Nacht. Centre d’Art Contemporain. Herblay. — La Cena de le Ceneri. Centro Culturale Francese. Palermo.
1994.	La Langue de Fer. Musée d’Art Moderne. Villeneuve d’Ascq.
1995 	Inhibited Colors. Galerie Gabrielle Maubrie. Paris
1996.	Morgue des Paysages. Musée Bossuet. Meaux. — La beauté peut représenter un risque. Centre d’Art Contemporain. Saint-Fons. — Phœnix. French Institute. Edinburgh.
1997.	Vae Victis. Galerie Lengage. Rennes. — In Cruce Figaris. Musée des Beaux-Arts. Rennes.
	Phœnix - Occidental Vaudou. Galerie Gabrielle Maubrie. Paris.
1998.	Galerie Forum. Stockholm.
2000	Les Lois du Monde I. Musée des Beaux-Arts. Rennes.
2001.	Les Lois du Monde II. Palais des Beaux-Arts. Bruxelles. — Un Monde Parfait (Eine gegenstandlose Welt). Galerie de l’Université de Sherbrooke (Canada).
2002.	Bridge of the Pure Mathematics. Galerie Carousel. Paris. — Quai de la Fosse.  Galerie Vacio 9. Madrid.
2005.	L’Extermination par les Doigts. Musée de Blois.
2006.	Debout les Morts ! Galerie Solstices. Lille. — Gedankenexperiment. Bureau d’Art et de Recherche, Roubaix
2009.	Dio Cane (Rénovation de l’Oubli), Nancy-Thermal, Nancy.
2011.	Lifetime Achievements. Galerie Art & Essai. Rennes (Université Rennes 2).
Expositions collectives.
1982.	Aperto ‘82. Biennale de Venise.
1983.	Paratonnerres. Paris — Bonjour M. Manet. MNAM. Centre G. Pompidou. Paris.
1984.   Musée des Beaux-Arts. Calais.
1985.	M.S.F. Chapelle de la Salpêtrière. Paris.
1986. 	Art Français: Positions. Teknische Universität. Berlin. — Ateliers 86. ARC 2. Musée d’Art Moderne. Paris. — That’s different for girls. Courtesy G. Delsol. Paris. — Galerie Charles Cartwright. Paris. — Affaires Étrangères. Paris
1987.	Un moderne peut en cacher un autre. Musée d’Art Moderne. Villeneuve d’Ascq. — Petersburger Hängung. Galerie Slalom. Düsseldorf.
1988.	Discipline. Musée de l’Arsenal. Gravelines. — Galerie Charles Cartwright. Paris. — Salomé. Musée des Beaux-Arts. Saint-Denis. — Musée des Beaux-Arts. Tourcoing.
1989.	Le spectacle des réalités. Galerie Charles Cartwright. Paris. — Santa Scolastica. Bari. — The shadow of a dream. The Darkroom. Cambridge - Impression Gallery. York. — Untitled Gallery.Sheffield. — Ikon Gallery. Birmingham. — French Institute.Edinburgh.
1990. 	Awaiting the nineties. galerie Charles Cartwright. Paris. — French Spring. National Gallery of Modern Art. Edinburgh.
1991. 	Sammlung Centre G. Pompidou. DeichtorHallen. Hamburg.
1992. 	Borderline. Galerie Le Sous-Sol. Paris.
1993. 	En Scène. W.139 Gallery. Amsterdam. — Vitrines. École des Beaux-Arts  Valenciennes. — D’Après. Musée des Beaux-Arts. Chartres. — Le Bénéfice du doute. Galerie Optica. Montréal.
1994. 	Traverses. Galleria Ars Nova. Palermo - Centro Culturale Francese. Firenze. — The Corridor. Triple X Gallery. Amsterdam. — Voir dans le noir. Biennale de Cetinje (Monténégro). — Le bénéfice du doute. Galerie Le  Sous-sol. Paris. — Copies et d’Après. Galerie de l’Espace Buzanval. Beauvais.
1995.	After Auschwitz. Imperial War Museum. Londres. — L’imagination est plus importante que le savoir. Galerie G. Maubrie. Paris. — Hommage à Roger Vivier. Galerie Enrico Navarra. Paris. — Les fragments du désir. Old England. Bruxelles. — The sky is the limit. Galerie G. Maubrie. Paris. — Morceaux choisis. Le Magasin. Grenoble. — Galerie Charles Cartwright. New-York.
1996.   Artistes Français de A à Z. Galerie Gabrielle Maubrie. Paris.
1997.   Chambres d’écho. La Ferme du Buisson. Marne-La-Vallée. — Musée des Beaux-Arts. Dunkerque
1998.	French Kiss. Contemporary Art Gallery. Vancouver. — DenkBilder. Galerie Charles Cartwright. Paris. — Paris Photo. Galerie F. Lœwy. Paris.
2000.	World Wild Flags. Liège. — Partage d’exotismes. Biennale de Lyon. — Comptoir de la Bonne Volonté. ERBAN. Nantes. — F.F. Galerie Carousel. Paris.
2001.	La Main, Le Monde. Galerie Carousel. Paris.
2003.	Actifs-Réactifs. Le Lieu Unique. Nantes. — Un cabinet de dessins. Met-Room. Barcelona. — Die Nacht des Jägers. Galerie Brigitte Mach. Stuttgart. — Déchirures de l’histoire. Centre d’Art. Montbéliard. / Musée de Champlitte. — BIDA. Biennale de Salamanca.
2004.   Inflatables. Tri Postal. Lille
2007.   Shadow in Paradise, Spitfire Museum, Ramsgate. — Des Fantômes et des Anges, MAC’S, Grand Hornu. Bergen (Belgique)
2008.   Over The Rainbow, Galerie Le Carré, Lille – ERBAN, Nantes.